# Ouro Ardo
Ouro Ardo è un comune rurale del Mali facente parte del circondario di Ténenkou, nella regione di Mopti.